# The Hague World Forum

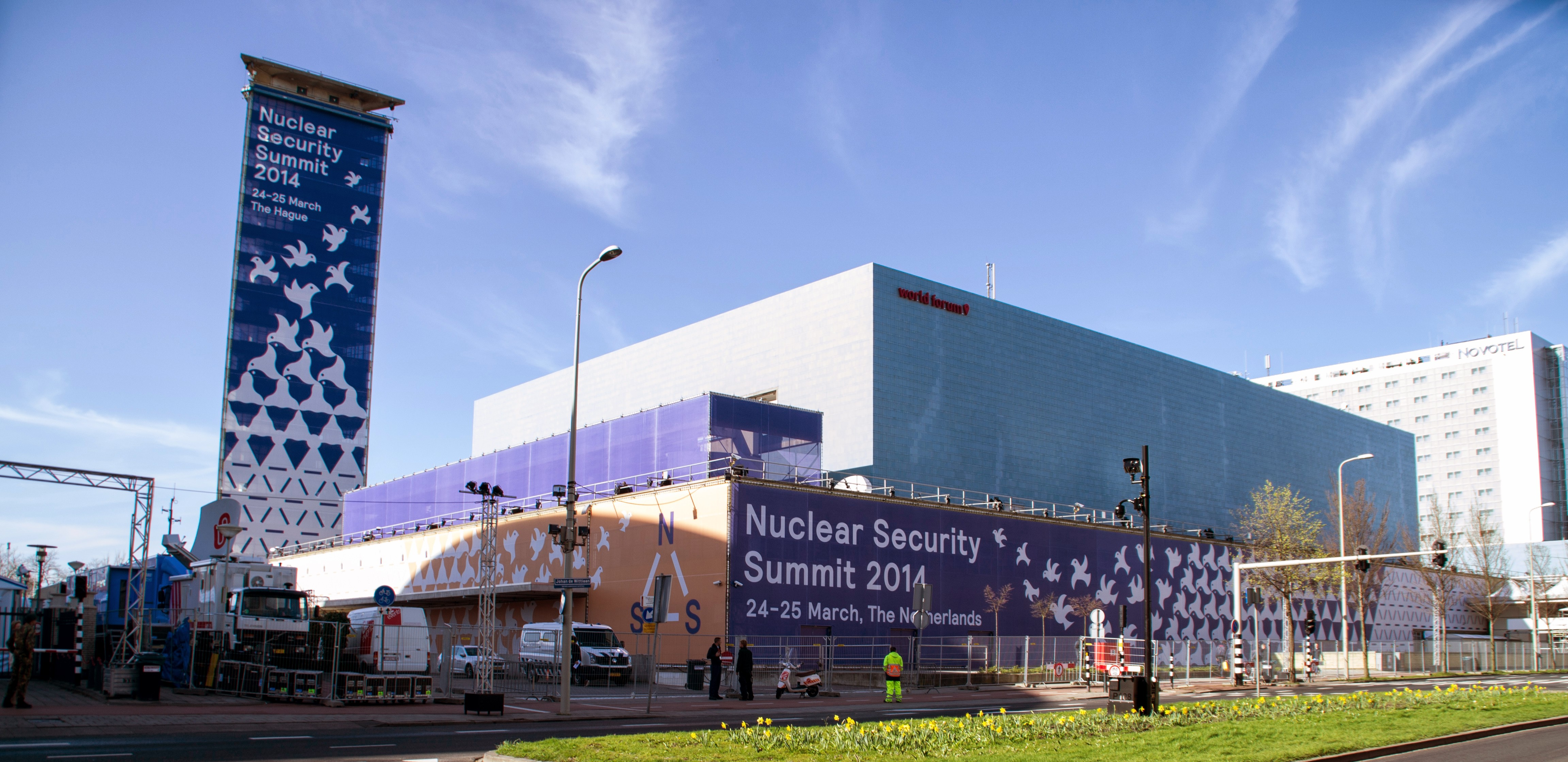
World Forum tijdens de Nuclear Security Summit in 2014.

The Hague World Forum (ook wel World Forum Den Haag genoemd) is een gebied in Den Haag, gelegen aan de westkant van de wijk Zorgvliet. Het gebied vormt ruwweg een driehoek en is gelegen tussen de Johan de Wittlaan, de Stadhouderslaan en de Eisenhowerlaan. Het is vernoemd naar het Congrescentrum World Forum dat centraal in het gebied ligt en is gebouwd op een deel van de voormalige, na de Tweede Wereldoorlog in onbruik geraakte Atlantikwall.

## Indeling
Het World Forum gebied is onderdeel van Stadsdeel Scheveningen en wordt door de gemeente Den Haag benoemt als onderdeel van de ‘Internationale Zone’.
Het gebied kent maar weinig woningen en biedt huisvesting aan drie typen instellingen:
- Instellingen voor kunst en cultuur
- Congreshallen en hotels
- Kantoren en ambassades

## Ontwerp
De architect en stedenbouwkundige Dudok maakte in de jaren 1940 een stedenbouwkundig plan voor grote delen van Den Haag en projecteerde in dit gebied een ‘Cultureel Centrum’. Belangrijke elementen waren een congrescentrum en zelfs een paleis, dat nooit gebouwd is. Enkele historische waardevolle gebouwen zoals het Gemeentemuseum, de flat Catsheuvel en enkele villa's zijn gehandhaafd.

## Gebouwen

### Kunst en cultuur
- Gemeentenmuseum (Kunstmuseum Den Haag)
- Museon
- Omniversum
- GEM
- Fotomuseum

### Congressen
- World Forum (Congresgebouw)
- Mariott Den Haag
- Novotel World Forum

### Instellingen
- OPCW
- Europol
- Eurojust
- Joegoslaviëtribunaal
- Ambassades van Nieuw-Zeeland, Noorwegen, Roemenië en Venezuela.

## Verkeer en vervoer
Er is de tramhalte Gemeentemuseum/Museon (lijn 16). Het gebied grenst aan de Ringweg van Den Haag.

## Afbeeldingen

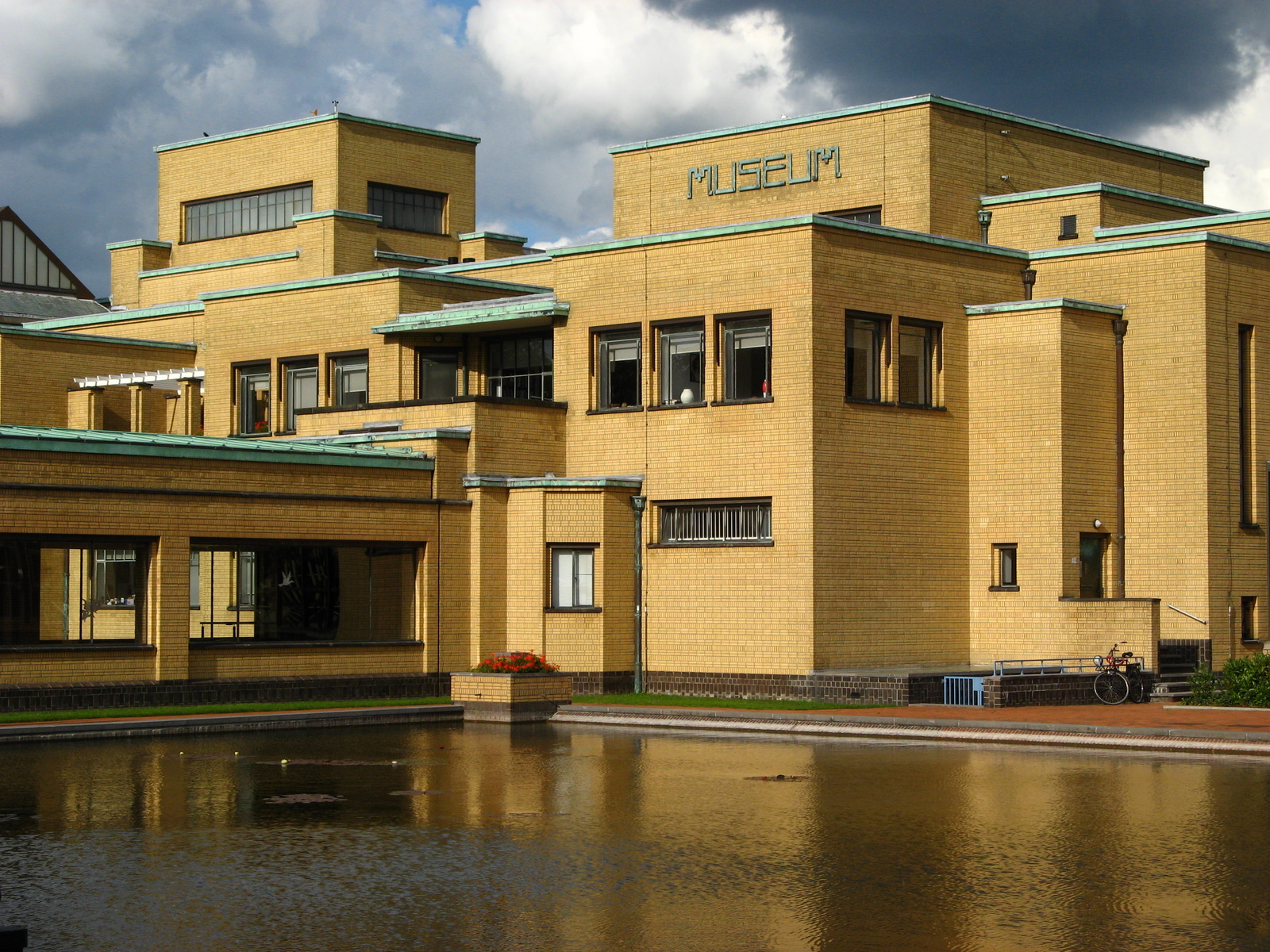
Entree van het Gemeentemuseum.
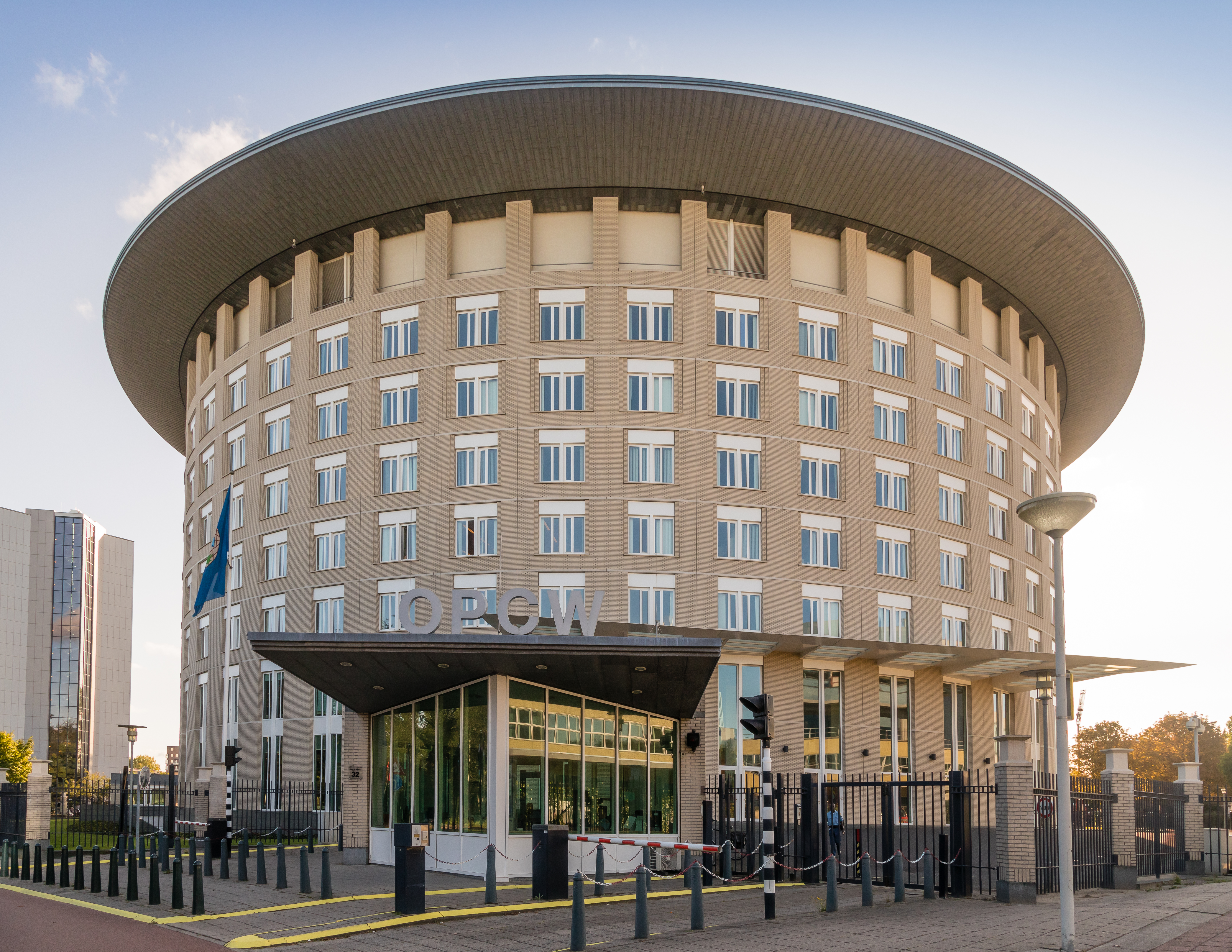
OPCW gebouw.
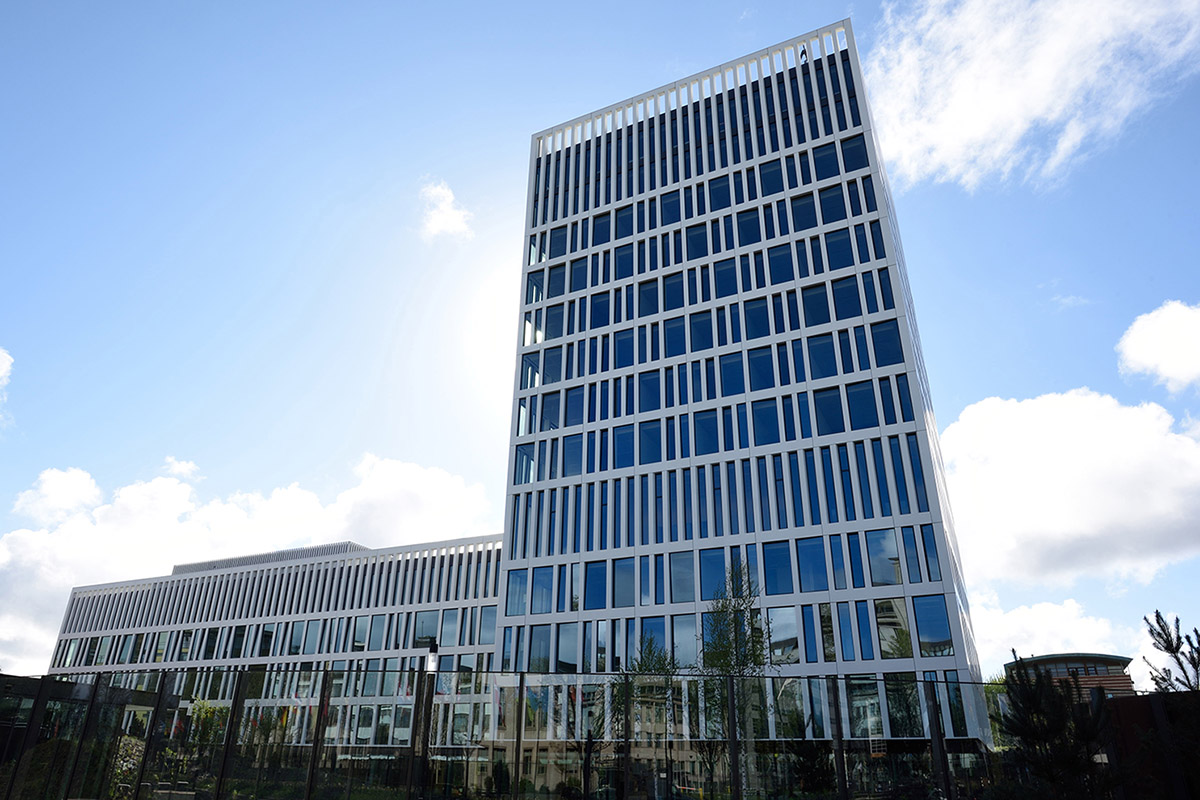
Eurojust gebouw.
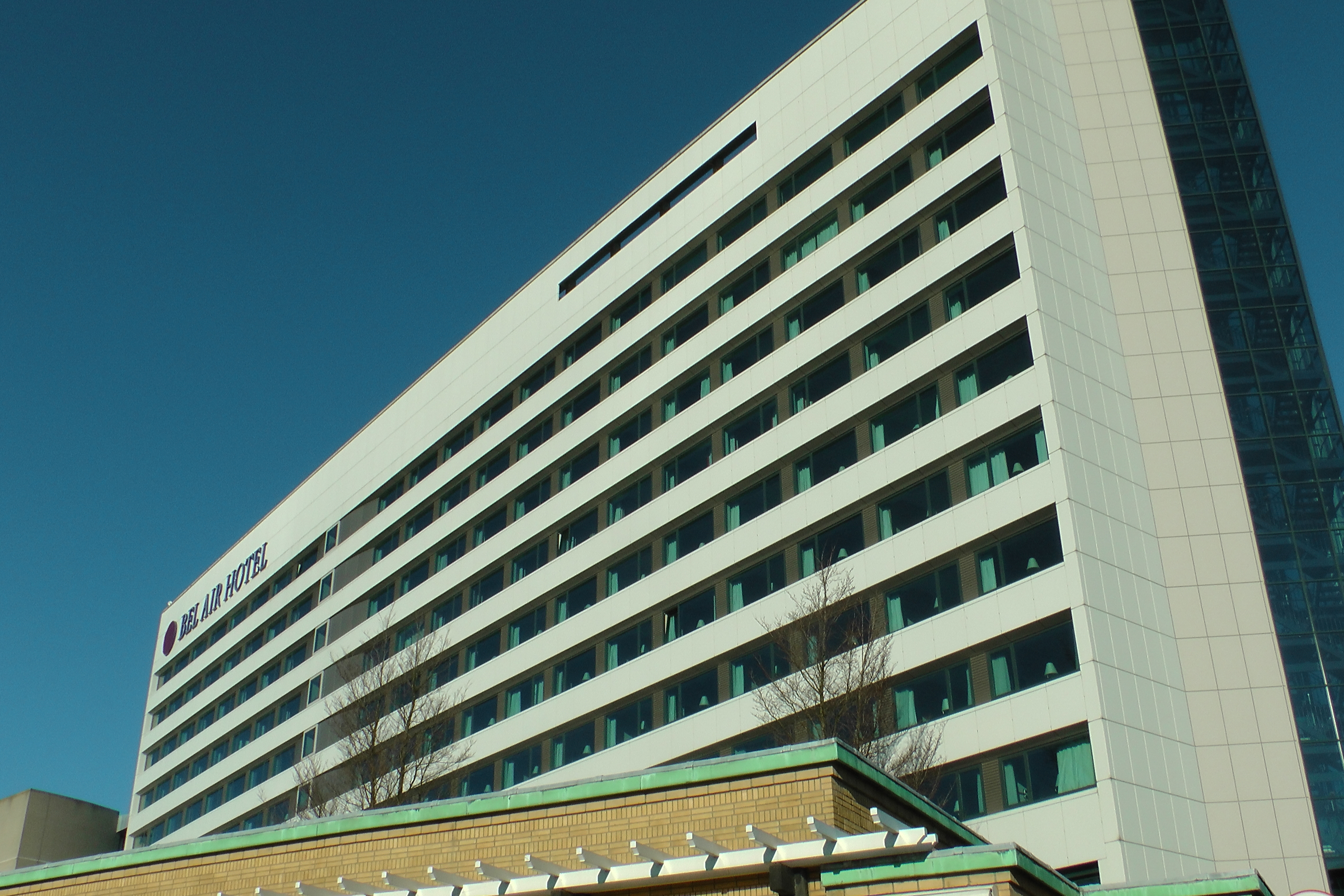
Mariott hotel.